# Edward Larocque Tinker
Pour les articles homonymes, voir Larocque et Tinker.
Edward Larocque Tinker (New York, 12 septembre 1881- ibidem, 6 juillet 1968) était un écrivain et philanthrope américain très intéressé par la culture latino-américaine.
Il était le petit-fils de l'avocat Joseph Larocque, sa mère était Louise (Larocque) Tinker et son père était Henry Champlin Tinker. Sa sœur Annie Rensselaer Tinker, suffragette et philanthrope, s'est illustrée comme infirmière bénévole lors de la première guerre mondiale.
Il étudia le droit à l'université Columbia avec un doctorat aux universités de Paris et de Madrid.
En 1959, il créa la Tinker Foundation avec sa deuxième femme Frances McKee Tinker, son grand-père Edward Greenfield Tinker et son père.
La bibliothèque Edward Larocque Tinker est au Harry Ransom Center, université du Texas à Austin.

## Œuvres
- Lafcadio Hearn's American Days, 1924
- Closed Shutters: Old New Orleans - the Eighties, 1931
- Les écrits de langue française en Louisiane au XIXe siècle, 1932

- Prix de la langue-française 1934 de l’Académie française
- The horsemen of the Americas and the literature they inspired, 1953
- Gombo Comes to Philadelphia1957
- Life and Literature of the Pampas, 1961
- Centaurs of Many Lands, 1964